# 10 речей, які я в тобі ненавиджу
«10 рече́й, які́ я в тобі́ нена́виджу» (англ. 10 Things I Hate About You) — романтична комедія 1999 року, у головних ролях якої знялися Гіт Леджер, Джулія Стайлз, Джозеф Гордон-Левітт та Лариса Олійник.

## Сюжет
Події фільму відбуваються в Вищій школі в Такомі (штат Вашингтон, США). У школу прибув новенький — Кемерон Джеймс. Хлопець Майкл розповідає йому про школу, знайомить із шкільними традиціями та учнями. Серед інших він виділяє Біанку Стретфорд. Майкл попереджає, що про таку дівчину він та Кемерон можуть тільки мріяти — в неї суворий батько, який не дозволяє доньці зустрічатися з хлопцями. Єдина можливість для Кемерона познайомитися з Біанкою — стати її репетитором із французької мови (попри те, що хлопець не знає французької).
Біанка мешкає разом із батьком Волтером та старшою сестрою Кет.
Кет вважають дивакуватою та відлюдькуватою. Кет набридла опіка батька, тому вона мріє вступити до коледжу іншого штату (Коледж Сари Лоуренс). Батько не дозволяє їй цього зробити і пропонує натомість закінчувати місцевий університет (як і він сам). Волтер надзвичайно хвилюється за доньок (понад усе він боїться незапланованої вагітності), тому ставить перед ними одне правило: не зустрічатися з хлопцями до завершення навчання.
Біанку додому підвозить місцевий красень Джої Доннер (модель, що знімається в місцевих рекламних роликах). Біанка благає батька дозволити їй порушити сімейне правило. Натомість батько встановлює нове: Біанка зможе зустрічатися з хлопцями, якщо те саме робитиме й Кет. Біанка впадає у відчай, адже її сестра не поводиться як нормальна людина і не планує заводити відносини з протилежною статтю.
Новий репетитор Біанки Кемерон Джеймс пропонує їй піти на вечірку або покататися на човнах. Біанка розповідає Кемеронові про їхнє сімейне правило. Тоді друг Кемерона Майкл повідомдяє це правило Джої, що також хоче провести час на вечірці разом із Біанкою. Майкл та Кемерон підбирають кандидатуру на хлопця Кет. Єдиним можливим варіантом виявився Патрік Верона, також дивак (за словами Майкла, він провів минуле літо в тюрмі, а також з'їв живу качку цілою). Джої платить Кемеронові за те, щоб він почав зустрічатися з Кет.
Спочатку Кет відмовляється спілкуватися з Патріком. Проте із часом він дізнається від Майкла більше про неї, відвідує той самий клуб, що й вона. Тоді Кет погоджується піти з Патріком на вечірку. А отже, Джої також запрошує на побачення Біанку.
На вечірці Кемерон вирішує припинити залицятися до Біанки, адже вона зустрічається з Джої. Та Біанка розчаровується в Джої, тому що в нього надто завищена самооцінка, а власна врода та модельна кар'єра — головні речі для Джої. Тому додому Біанку відвозить Кемерон. У машині відбувається їхній перший поцілунок.
Кет напивається і танцює на столі. Патрік всюди супроводжує її, допомагає їй дістатися будинку. У машині Кет наближується до Патріка, щоб поцілувати його, та хлопець пропонує зробити це наступного разу.
Кет сердиться на Патріка за це і відмовляється говорити з ним. Тоді Патрік на шкільному стадіоні співає для неї пісню «Can't Take My Eyes off You» під супровід шкільного оркестру. За порушення шкільних правил Патріка залишають після уроків у школі. Та Кет звільняє його звідти. Залишок дня вони проводять разом. Кет розуміє, що Патрік справді подобається їй.
Джої платить Патріку 300 доларів, аби той запросив Кет на щорічний бал. Кет намагається дізнатися, чому Патрікові так сильно хочеться, щоби вона пішла туди. Патрік не відповідає їй, і тому вони сваряться.
Кет намагається переконати Біанку, що їй не варто зустрічатися з Джої. Вона розповідає, що також зустрічалася з ним у дев'ятому класі, а потім переспала з хлопцем тільки тому, що всі так робили. Після цього Кет зізналася Джої, що не буде цього повторювати, тому що не готова. І Джої покидає її. З того часу Кет заприсяглася ніколи не робити того, що від тебе очікують.
Кет вирушила на бал із Патріком, а Біанка — із Кемероном. Майкл також вирушає на шкільну вечірку. Він робив безліч невдалих спроб залицятися до дівчат, та врешті познайомився з Манделлою (найкраща подруга Кет і палка шанувальниця Вільяма Шекспіра). Майкл таємно подарував дівчині сукню епохи Шекспіра і, перевдягнувшись у письменника, запросив її на бал.
У школі, на замовлення Патріка, пісню виконує улюблений гурт Кет. Та Джої, сердитий на Біанку за те, що вона пішла на бал з іншим, у присутності Кет говорить, що платив гроші Патріку, аби той зустрічався з сестрою Біанки. Кет залишає бал, ображена на Патріка.
Біянка дізнається, що Джої зустрічався із нею на спір (хвалився друзям, що переспить із нею після балу). Джої починає бійку з Кемероном. Та Біанка тричі вдаряє Джої: за Кемерона, за Кет та за себе. Кемерон і Біанка йдуть додому, а Джої лишається лежати на підлозі, не в змозі піднятися після помсти дівчини.
Наступного дня Біанка вирушає з Кемероном кататися на човнах. Тато дозволяє Кет навчатися в Коледжі Сари Лоуренс.
У школі старшокурсникам задали з літератури написати вірш, подібний до сонета Шекспіра. На уроці Кет читає свого вірша, у якому перелічує 14 речей, які вона ненавидить у Патріку (останньою річчю є те, що вона аніскільки його не ненавидить).
Повертаючись до автостоянки, Кет знаходить у машині електрогітару (саме таку, про яку мріяла). Виявляється, що це подарунок від Патріка. Він розповідає дівчині, що почав зустрічатися з нею тільки через власну симпатію, а гроші, які дурень Джої давав йому за їхні побачення, витратив на електрогітару для неї.

## Головні герої
- Катаріна Стетфорд (Кет) — горда феміністка, що захоплюється літературою (зокрема, висловлює свою точку зору щодо Гемінгвея, читає роман Сильвії Плат «Під скляним ковпаком» (англ. The Bell Jar) та музикою в стилі Riot Grrrl. Розчарувалася в хлопцях після невдалих відносин із Джої, тому всіляко намагається захистити себе в спілкуванні з оточуючими. При першій зустрічі відлякує людей, щоб надалі не розчаровувати їх.
- Біанка Стетфорд контрастує з образом Кет. Популярна й недосяжна дівчина, що носить модні речі та має завищену самооцінку через власну вроду. Зрештою, її не влаштовує модель-Джої, що привертає всю увагу оточуючих на себе. Тому вона обирає Кемерона.
- Патрік Верона — аутсайдер школи, бешкетник. Палить та вживає алкоголь. Про нього розпускають безліч пліток, на кшталт того, що він сидів у в'язниці, переспав з учасницею гурту «Spice Girls», з'їв живу качку. Всі ці плітки є вигадкою. Патрік до десяти років жив із матір'ю в Австралії, тому говорить частково з австралійським акцентом.
- Кемерон Джеймс — новий учень школи, ласкавий та чутливий хлопець, який із першого погляду закохується в Біанку Стетфорд. Образ Кемерона протиставляється сильному, мужньому Патріку.
- Майкл Екмен  — хлопець, що розповідає новенькому Патрікові про шкільні звичаї. Невдало проявляє себе при знайомстві з дівчатами.
- Манделла — найкраща подруга Кет, що фанатіє від Шекспіра та розповідає, що у неї з письменником є зв'язок. Знаходить у шафці сукню шекспірівської епохи та вирушає на шкільний бал, сподіваючись побачити там свого кумира. Натомість проводить час із Майклом, що підкинув їй сукню та перевдягнувся в Шекспіра.
- Джої Доннер — модель, що знімається в рекламі. Полюбляє повторювати для оточуючих рухи, які він робив при зйомках реклами білизни. Звик використовувати дівчат, тому в дев'ятому класі кинув Кет після того, як вона відмовилася від сексу з ним. Під час подій фільму бився об заклад перед товаришами, що переспить після шкільного балу з Біанкою Стетфорд.
- Волтер Стетфорд — батько Кет та Біанки, що виховує їх самостійно після смерті дружини. Працює у сфері акушерства й гінекології. Надмірно хвилюється за доньок, тому забороняє їм зустрічатися з хлопцями.
- Містер Морган  — вчитель американської літератури, не задоволений тим, що в шкільну програму не включено афро-американських авторів. Всіма засобами намагається тримати клас під контролем, тому не допускає жодних вільних висловлювань на своєму уроці (через це постійно виганяє Кет із занять).
- Місіс Перкі  — керівниця школи, що не надто цікавиться проблемами учнів, натомість постійно пише еротичні романи.
- Містер Чепін — учитель та тренер дівочої команди підтримки. Проводить додаткові уроки для учнів, котрі за щось покарані. Його Кет відволікає для того, щоб звільнити Патріка.

## У головних ролях
- Джулія Стайлз — Кет Стетфорд
- Гіт Леджер — Патрік Верона
- Джозеф Гордон-Левітт — Кемерон Джеймс
- Лариса Олійник — Біанка Стетфорд
- Девід Крамхолц — Майкл Екмен
- Ендрю Кіган — Джої Доннер
- Леррі Міллер — Волтер Стетфорд (батько Кет та Біанки)
- Сьюзен Мей Претт — Манделла
- Ґабріель Юніон — Частіті Чьоч (найкраща подруга Біанки, що перетворилася на її конкурентку, зрадивши Біанку)
- Деріл Мітчалл — Містер Морган (учитель літератури)
- Еллісон Дженні — місис Перкі (керівниця школи)
- Ґреґ Джексон — друг Патріка

## Саундтреки
- 1. I Want You to Want Me — Letters to Cleo
- 2. FNT — Semisonic
- 3. Your Winter — Sister Hazel
- 4. Even Angels Fall — Джессіка Ріддл
- 5. I Know — Save Ferris
- 6. New World — Leroy
- 7. Saturday Night — Ta-Gana
- 8. The Weakness in Me — Арматрейдінг Джоан
- 9. Atomic Dog — Джордж Клінтон
- 10. Dazz — Brick
- 11. War — The Cardigans
- 12. Wings of a Dove — Madness
- 13. Cruel to Be Kind — Letters to Cleo
- 14. One More Thing — Річард Гіббс

## Касові збори
Фільм заробив $38 178 166 в США та $15,3 млн за їх межами (загалом — $53 478 166).

## Нагороди
Виконавиця головної ролі в фільмі (Джулія Стайлз) у 2000 році виграла нагороду MTV Movie Awards у номінації «Найкращий прорив року». Гіта Леджера було номіновано на нагороду «Найкраще музичне виконання».